# Dolichopus kansensis
Dolichopus kansensis är en tvåvingeart som beskrevs av Aldrich 1893. Dolichopus kansensis ingår i släktet Dolichopus och familjen styltflugor.
Artens utbredningsområde är Kansas. Inga underarter finns listade i Catalogue of Life.